# Tjaktjajaure
Der Tjaktjajaure ist ein See in der Gemeinde Jokkmokk der schwedischen Provinz Norrbottens län. Er ist der fünftgrößte See der Kommune und der neuntgrößte in Norrbotten.
Mehrere kleinere Flüsse – wie Sitoälven und Rapaälven – leiten Wasser aus dem Bergland in den See. Der Abfluss des Tjaktjajaure wird als Bläckälven bezeichnet. Alle gehören über den Lilla Luleälven zum Wassersystem des Luleälven.
In dieser dünnbesiedelten Gegend befinden sich nur wenige Häuser. Der nächste Ort ist Tjåmotis am Bläckälven. Durch Tjåmotis führt der Länsväg BD 805 – aber selbst für diesen Ort werden vom SCB keine Einwohnerzahlen veröffentlicht, weil diese unter 50 liegt. Jokkmokk liegt etwa fünfundsiebzig Kilometer südöstlich entfernt.